# Linda Grubben
Pour les articles homonymes, voir Grubben (homonymie).
Linda Grubben, née Tjørhom le 13 septembre 1979 à Stavanger, est une biathlète norvégienne. Elle est notamment championne du monde de l'individuel en 2007, une de ses huit victoires au niveau mondial.

## Biographie

### Carrière
Après des débuts prometteurs en junior (5 médailles aux Championnats du monde de la catégorie dont quatre en indivduel), Linda Grubben démarre en Coupe du monde en 2000, marquant rapidement ses premiers points à Holmenkollen, où elle quatorzième de l'individuel des Championnats du monde. Au cœur de la saison 2000-2001, elle devient victorieuse à deux reprises avec le relais à Ruhpolding et Antholz et entre dans le top dix au sprint de Holmenkollen (neuvième) en fin de saison. En 2002, après avoir obtenu son premier podium individuel en Coupe du monde à la poursuite d'Antholz, elle est médaillée d'argent en relais aux Jeux olympiques de Salt Lake City.
Lors de la saison suivante, elle conquiert le petit globe de cristal de l'individuel après avoir gagné sa première épreuve individuelle en Coupe du monde (sprint à Pokljuka).
Son premier titre majeur intervient aux Championnats du monde 2004 lorsqu'elle participe au relais gagnant de la Norvège avec Gro Marit Istad-Kristiansen, Gunn Margit Andreassen et Liv Grete-Poirée. En janvier 2005, elle s'impose sur le sprint d'Oberhof, ce qui l'aide à finir dans le top dix du classement général de la Coupe du monde. Lors de l'édition 2005 des mondiaux, elle s'octroie la médaille de bronze à l'individuel. Aux Championnats du monde de relais mixte 2006, elle gagne la médaille d'argent. Cet hiver, elle remporte une victoire de prestige à la mass start de Holmenkollen en plus de participer à ses deuxièmes Jeux olympiques à Turin, où ses meilleurs résultats sont cinquième du relais et quatorzième de la mass start.
Lors de sa dernière saison au niveau international en 2007, elle obtient deux victoires en poursuite en Coupe du monde puis trois médailles aux Championnats du monde dont le titre sur l'individuel grâce à un vingt sur vingt au tir et un ski rapide. Sur la poursuite, elle remonte du 18e rang pour s'adjuger la médaille d'argent à sept secondes de la révélation Magdalena Neuner, avec une seule faute au tir. Elle se classe sixième de la Coupe du monde, soit son meilleur résultat.
Elle est réputée durant sa carrière pour sa précision et sa rapidité au tir.

### Vie personnelle
Elle s'est mariée en août 2006 avec l'entraîneur de l'équipe norvégienne Roger Grubben. En décembre 2007, elle donne naissance à son premier enfant.

## Palmarès

### Jeux olympiques
| Épreuve / Édition                   | Individuel | Sprint | Poursuite | Départ en masse                  | Relais                             |
| Jeux olympiques 2002 Salt Lake City | 39e        | -      | -         | Épreuve inexistante à cette date | Médaille d'argent, Jeux olympiques |
| Jeux olympiques 2006 Turin          | 50e        | 19e    | 15e       | 14e                              | 5e                                 |

### Championnats du monde
| Mondiaux \ Épreuve      | Individuel                | Sprint                   | Poursuite                | Départ en masse          | Relais                    | Relais mixte                     |
| 2000 Oslo-Holmenkollen  | 14e                       | -                        | -                        | -                        | -                         | Épreuve inexistante à cette date |
| 2001 Pokljuka           | 40e                       | -                        | -                        | -                        | -                         | Épreuve inexistante à cette date |
| 2002 Oslo-Holmenkollen  | JO Salt Lake City         | JO Salt Lake City        | JO Salt Lake City        | 25e                      | JO Salt Lake City         | Épreuve inexistante à cette date |
| 2004 Oberhof            | -                         | 32e                      | 28e                      | -                        | Médaille d'or, monde      | Épreuve inexistante à cette date |
| 2005 Hochfilzen         | Médaille de bronze, monde | 19e                      | 14e                      | 12e                      | 5e                        | -                                |
| 2006 Pokljuka           | Jeux olympiques de Turin  | Jeux olympiques de Turin | Jeux olympiques de Turin | Jeux olympiques de Turin | Jeux olympiques de Turin  | Médaille d'argent, monde         |
| 2007 Antholz-Anterselva | Médaille d'or, monde      | 18e                      | Médaille d'argent, monde | 6e                       | Médaille de bronze, monde | -                                |

Légende :

 : épreuve inexistante

- : n'a pas participé à l'épreuve

### Coupe du monde
- Meilleur classement général : 6e en 2007.
- 1 petit globe de cristal : vainqueur du classement de l'individuel en 2003.
- 22 podiums individuels, dont 8 victoires[4].
- 14 podiums en relais dont 5 victoires.

#### Détail des victoires
| Saison / Épreuve | Individuel                      | Sprint   | Poursuite         | Départ en masse   | Total |
| 2002-2003        | -                               | Pokljuka | -                 | -                 | 1     |
| 2003-2004        | -                               | -        | -                 | Antholz           | 1     |
| 2004-2005        | -                               | Oberhof  | -                 | -                 | 1     |
| 2005-2006        | -                               | Pokljuka | -                 | Oslo-Holmenkollen | 2     |
| 2006-2007        | Antholz (Championnats du monde) | -        | Östersund Oberhof |                   | 3     |
| Total            | 1                               | 3        | 2                 | 2                 | 8     |

#### Classements en Coupe du monde
| Saison    | Classement général final | Individuel | Sprint | Poursuite | Mass start |
| 1999-2000 | 59e                      | 36e        | ?      | nc        |            |
| 2000-2001 | 29e                      | 29e        | 24e    | 27e       | 38e        |
| 2001-2002 | 32e                      | 24e        | 37e    | 26e       | 39e        |
| 2002-2003 | 18e                      | 1re        | 20e    | 16e       | 28e        |
| 2003-2004 | 26e                      |            | 26e    | 24e       | 10e        |
| 2004-2005 | 9e                       | 18e        | 9e     | 8e        | 14e        |
| 2005-2006 | 14e                      | nc         | 6e     | 17e       | 3e         |
| 2006-2007 | 6e                       | 12e        | 9e     | 5e        | 15e        |

### Championnats du monde junior
- Médaille d'or du relais en 1997.
- Médaille d'argent du sprint en 1998.
- Médaille d'argent du sprint et de la poursuite en 1999.
- Médaille de bronze de l'individuel en 1999.